# 장시성
장시성(중국어: 江西省, 병음: Jiāngxī Shěng) 또는 강서성은 중화인민공화국 중남부에 있는 성이다. 장강 남쪽에 있으며 성도는 난창이다.

## 역사

### 수나라 이전
춘추전국시대에는 주로 초나라의 영역에 속했다. 진나라의 통일 이후 구강군이 설치되었고 한나라때에는 성 전역에 예장군이 설치되었고, 이 예장군은 양주의 속군으로 편제되었다.
후한말부터 서진대까지 지금의 지안시 이남지역이 여릉군, 상라오시를 비롯한 성 북동부 지역이 파양군으로 분리되었다. 이후 지금의 푸저우시 일대에 임천군, 이춘시 일대에 안성군, 간저우시 일대에 남강군, 주장시 일대에 심양군이 신설되었다. 291년(진 혜제 원강 원년) 푸젠성과 함께 강주로 분리되었다. 양나라때 파양군지역이 오주(吳州)로 분리되었다.

### 수나라 이후
수나라의 통일이후 예장군에 홍주(洪州), 임천군에 무주(撫州), 여릉군이 길주(吉州), 남강군이 건주(虔州), 안성군에 원주(袁州)가 설치되었고 장시성과 푸젠성지역을 통치했던 강주는 심양군지역으로 축소되었다. 당나라시기 장시성지역의 모든 주는 강남도에 속했다가 당나라 중기 이후 강남서도에 속하게 되었다. 오대십국의 시기에는 남당이 홍주를 도읍으로 하여 이것이 남창의 기원이 되었다. 송나라때에는 강남동로에 속했던 지금의 상라오, 징더전, 잉탄 일대를 제외한 전지역이 강남서로에 속하게 되었다.
원나라 때는 과거 강남동로에 속했던 곳을 제외한 전지역과 광둥성 동부지방에 강서등처행중서성이 성립되었다. 지금의 장시성 전역이 독자적인 행정구역으로 분리된 것은 명나라 때 강서성이 설치된 이후였다. 명대에 경덕진의 도자기가 활발하게 생산되어 해외에까지 수출되었다. 중화민국 때는 강서 남부 산간지대는 마오쩌둥의 정강산 혁명 근거지가 되었고, 중화소비에트공화국의 임시 정부가 서금에 놓였다. 중국 국민당의 공세에 의해 중국 공산당은 서금을 폐쇄하고 옌안을 목적지로 하는 장정에 나서게 된다.

## 지리
중국 중부의 내륙부에 위치해, 북쪽은 후베이성, 안후이성, 동쪽은 저장성, 푸젠성, 남쪽은 광둥성, 서쪽은 후난성과 접한다. 성 북부는 장강 남해안이 되어, 중국 최대의 담수호인 《포양호》가 펼쳐진다. 남부는 산지 지형으로, 중국공산당 역사상 유명한 《정강산》도 있다.

## 경제
벼농사가 주요 작물이며, 유채와 면화와 같은 환금작물도 재배된다. 장시 성은 미네랄이 풍부하여 구리나 텅스텐, 금, 은, 우라늄, 토리움, 탄타룸, 니오비움 등의 매장량이 중국에서도 수위에 있다. 구리 광산이 있는 데싱과 텅스텐 광산이 있는 다유현은 광산으로 유명하다.
그럼에도 불구하고 1차 산업이 발달한 장시 성은 주위의 성들과 비교할 때 가난한 성에 해당하며, 이것은 주변의 다른 성들이 중국에서 가장 부유한 성들 중의 하나이기 때문이다. 장시 성의 기술과 경제의 중심지는 난창이다.

## 행정구역
11개의 지급시에 25개의 시직할구, 11개의 현급시와 64개의 현이 있다. 지급시는 다음과 같다.
| 장시 성의 행정구역 | 장시 성의 행정구역   | 장시 성의 행정구역 | 장시 성의 행정구역 | 장시 성의 행정구역 | 장시 성의 행정구역 | 장시 성의 행정구역 | 장시 성의 행정구역 | 장시 성의 행정구역 | 장시 성의 행정구역 | 장시 성의 행정구역 |
| ------------------ | -------------------- | ------------------ | ------------------ | ------------------ | ------------------ | ------------------ | ------------------ | ------------------ | ------------------ | ------------------ |
|                    |                      |                    |                    |                    |                    |                    |                    |                    |                    |                    |
| №                  | 이름                 | 한자               | 병음               | 면적 (Km2)         | 인구 (2010년)      | 시청소재지         |                    |                    |                    |                    |
| 지급시             |                      |                    |                    |                    |                    |                    |                    |                    |                    |                    |
| 1                  | 난창 시 (남창시)     | 南昌市             | Nánchāng Shì       | 7,432.18           | 5,042,565          | 둥후 구            |                    |                    |                    |                    |
| 2                  | 징더전 시 (경덕진시) | 景德镇市           | Jǐngdézhèn Shì     | 5,256.23           | 1,587,477          | 창장 구            |                    |                    |                    |                    |
| 3                  | 핑샹 시 (평향시)     | 萍乡市             | Píngxiāng Shì      | 3,823.99           | 1,854,510          | 안위안 구          |                    |                    |                    |                    |
| 4                  | 주장 시 (구강시)     | 九江市             | Jiǔjiāng Shì       | 18,796.79          | 4,728,763          | 쉰양 구            |                    |                    |                    |                    |
| 5                  | 신위 시 (신여시)     | 新余市             | Xīnyú Shì          | 3,177.68           | 1,138,873          | 위수이 구          |                    |                    |                    |                    |
| 6                  | 잉탄 시 (응담시)     | 鹰潭市             | Yīngtán Shì        | 3,556.74           | 1,124,906          | 웨후 구            |                    |                    |                    |                    |
| 7                  | 간저우 시 (감주시)   | 赣州市             | Gànzhōu Shì        | 39,317.14          | 8,368,440          | 장궁 구            |                    |                    |                    |                    |
| 8                  | 지안 시 (길안시)     | 吉安市             | Jí'ān Shì          | 25,283.80          | 4,810,340          | 지저우 구          |                    |                    |                    |                    |
| 9                  | 이춘 시 (의춘시)     | 宜春市             | Yíchūn Shì         | 18,637.67          | 5,419,575          | 위안저우 구        |                    |                    |                    |                    |
| 10                 | 푸저우 시 (무주시)   | 抚州市             | Fǔzhōu Shì         | 18,811.12          | 3,912,312          | 린촨 구            |                    |                    |                    |                    |
| 11                 | 상라오 시 (상요시)   | 上饶市             | Shàngráo Shì       | 22,826.04          | 6,579,714          | 신저우 구          |                    |                    |                    |                    |

## 문화

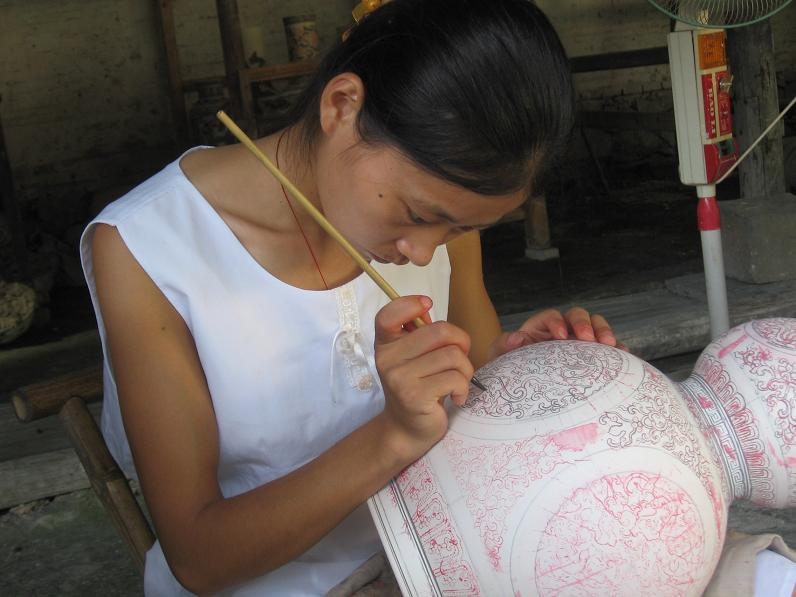
징더전의 도자기 공예

국가역사문화명성으로 도자기로 유명한 징더전이 있다. 장시 성은 역사 이래로 선종의 중심지였고, 하카 건축의 뛰어난 예를 발견할 수 있는 곳이다.
다른 지방에 널리 알려지지는 않았지만, 장시의 요리도 풍부하고 특징적이다. 향이 중국 내에서도 강한 편에 속하며, 매운 고추와 피클 등의 강한 재료를 많이 사용한다.
장시 성 북쪽 3분의 2는 간어의 사용자가 집중된 지역이다. 난창화, 이춘화, 지안화가 이에 포함된다. 성 남쪽 3분의 1은 하카어를 사용한다. 또한 성 북쪽 경계를 따라 만다린어, 후이저우어, 우어가 사용된다.
간주는 중국 희곡의 하나로 장시 성에서 행해지는 독특한 문화이다.
장시성은 오랫동안 불교 선종의 역사적 중심지였으며, 하카 건축의 빼어난 예가 많다.

## 관광

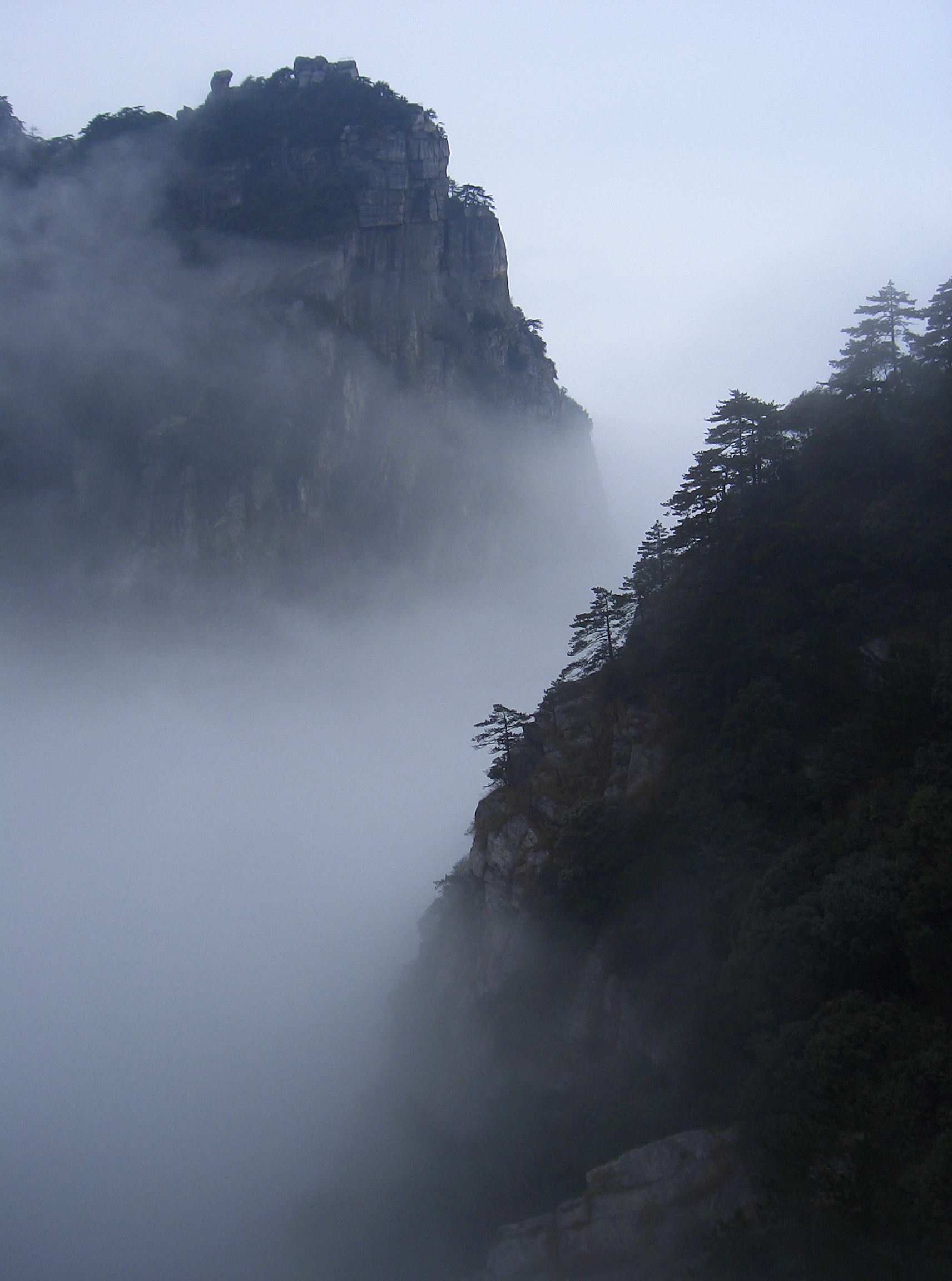
루샨 국립공원

지우장 시의 북쪽 항 근처는 루 산의 리조트 지역으로 유명하다. 또한 시 근처의 둥린 사와 티에푸 사는 주요 불교 사원이다.
- 루 산 (庐山 려산) - 세계자연유산
- 산칭 산 (三清山 삼청산) - 세계자연유산
- 둥린 사 (东林寺 동림사)
- 티에푸 사 (铁佛寺 철불사)
- 룽후 산 (龙虎山 용호산)

## 인구
| 연도    | 인구       | ±%     |
| ------- | ---------- | ------ |
| 1912    | 23,988,000 | —      |
| 1928    | 20,323,000 | −15.3% |
| 1936-37 | 15,805,000 | −22.2% |
| 1947    | 12,507,000 | −20.9% |
| 1954    | 16,772,865 | +34.1% |

| 연도 | 인구       | ±%     |
| ---- | ---------- | ------ |
| 1964 | 21,068,019 | +25.6% |
| 1982 | 33,184,827 | +57.5% |
| 1990 | 37,710,281 | +13.6% |
| 2000 | 40,397,598 | +7.1%  |
| 2010 | 44,567,475 | +10.3% |

## 자매 도시
- 필리핀 보홀주
- 미국 켄터키주
- 브라질 마투그로수두술주